# جوناثان كيلي
جوناثان كيلي (بالإنجليزية: Jonathan Kelly)‏ هو مغني وكاتب أغاني ومنتج أسطوانات أيرلندي، ولد في 8 يوليو 1947 في دروغيدا في جمهورية أيرلندا.

## وصلات خارجية
- الموقع الرسمي
- جوناثان كيلي على موقع ميوزك برينز (الإنجليزية)
- جوناثان كيلي على موقع ديسكوغز (الإنجليزية)